# Crambinae
Die Crambinae sind eine Unterfamilie der Crambidae. Bisher sind etwa 1900 Arten weltweit bekannt, in Mitteleuropa sind es knapp 80 Arten.

## Merkmale
Die Crambinae sind durch eine besondere Ausbildung der Tympanalorgane und der männlichen Genitalorgane von den anderen Unterfamilien der Rüsselzünsler zu unterschieden.

## Lebensweise
Die Unterfamilie Crambinae beinhaltet viele Arten, deren Raupen an Wurzeln oder in den Stängeln von Gräser fressen. Bei Massenvorkommen kann es zu Schäden an Nutzpflanzen wie Mais, Zuckerrohr, Reis und anderen Gräsern kommen.

## Systematik
Die Unterfamilie enthält derzeit ca. 90 anerkannte Gattungen. Hier werden nur die in Mitteleuropa vorkommenden Gattungen aufgelistet.
- Agriphila Hübner, 1825
  - Borealer Zünslerfalter (Agriphila biarmicus subsp. alpina) Tengström, 1885 (1891 für die Unterart)[1]
  - Agriphila geniculea
  - Agriphila inquinatella
  - Agriphila latistria
  - Agriphila selasella
  - Agriphila straminella
  - Agriphila tristella
- Ancylolomia Hübner, 1825
- Calamotropha Zeller, 1863
- Catoptria Hübner, 1825
  - Catoptria conchella
  - Catoptria falsella
- Chilo Zincken, 1817
- Chrysocrambus Bleszynski, 1957
  - Chrysocrambus craterella
- Chrysoteuchia Hübner, 1825
  - Chrysoteuchia culmella – Rispengraszünsler
- Crambus Fabricius, 1798
  - Crambus lathoniellus
  - Crambus perlella – Weißer Graszünsler
- Euchromius Guenée, 1845
- Friedlanderia Agnew, 1987
- Thisanotia Hübner, 1825
- Pediasia Hübner, 1825
- Platytes Guenée, 1845
- Talis Guenée, 1845
- Xanthocrambus Bleszynski, 1955